# Golem – Wiedergeburt
Golem – Wiedergeburt (Originaltitel The Golem, Alternativtitel Golem – Wiedergeburt einer Legende) ist ein israelischer Horrorfilm aus dem Jahr 2018 von den Brüdern Doron und Yoav Paz, die auch für die Produktion zuständig waren. Der Film bezieht sich auf den Golem aus der jüdischen Literatur und Mystik.

## Handlung
Im Jahr 1673 rät Horrovits, der Rabbiner des Schtetls, in einem kleinen Schtetl in Litauen seinem Sohn Benjamin, sich von seiner Frau Hanna scheiden zu lassen, da der Tod ihres Sohnes sieben Jahre her ist und sie seitdem nicht mehr schwanger wurde. Benjamin lehnt den Rat seines Vaters ab. Er übergibt Hanna augenscheinlich eine Tora, verrät ihr aber, dass es sich um eine Kabbala handelt, die bereits viele Männer in den Wahnsinn trieb, nachdem sie ihre Texte gelesen haben. Die beiden haben Sex, um doch noch ein Kind zu bekommen, allerdings trinkt Hanna einen Verhütungstrank.
Während der Hochzeit von Hannas schwangerer Schwester Rebecca trifft eine Gruppe Bauern in Pestmasken ein. Ihr Anführer Vladimir beschuldigt sie, ihr Volk mit der Pest zu verfluchen, und behauptet, keiner der Juden habe sich damit infiziert. Vladimir will die Dorfbewohner massakrieren lassen, wird aber von Perla davon abgebracht, als sie ihm vorschlägt, seine kranke Tochter zu heilen. Horrovits schlägt dem Dorf vor, Buße zu tun, um sich selbst zu retten. Hanna argumentiert, dass sie sich wehren und einen Golem bauen sollten, um das Dorf zu schützen, aber ihre Idee wird abgelehnt.
Hanna erfährt, dass ihre Schwester eine Fehlgeburt hatte, nachdem sie von einem der Eindringlinge körperlich angegriffen wurde. Wütend schleicht sie sich in die Synagoge und findet die 72 geheimen Namen Gottes, die in der Tora versteckt sind, um den Code der Merkaba zu enthüllen, der einen Golem beschwören könnte. Sie formt eine Schlammskulptur des Golems und steckt einen Shem HaMephorash in seinen Mund. Um die Zeremonie abzuschließen, setzt sie einen Davidstern in Brand. Am nächsten Tag wird sie von einer Gruppe von Eindringlingen überfallen, die sie schlagen und hängen. Sie wird vom Golem gerettet, der ihrem toten Sohn unheimlich ähnlich sieht. Hanna wischt ihm den Schlamm von der Stirn und enthüllt menschliche Haut, in die das Wort „EMET“ (hebräisch: Wahrheit) eingraviert ist. Perla versucht Hanna ins Gewissen zu reden und gibt ihr zu bedenken, dass der letzte geschaffene Golem sich später gegen seine Erschaffer stellte. Daraufhin versucht Hanna, den Golem zu ertränken, allerdings scheitert der Versuch.
Hanna beobachtet, wie Benjamin mit einer anderen Frau flirtet. Wenig später wird die Frau vom Golem abgeschlachtet. Das Dorf entdeckt die Leiche der Frau und nimmt an, dass sie von Außenstehenden ermordet wurde. Invasoren stürmen in das Dorf und töten einige Bewohner. Benjamin wird vom Golem gerettet. Der verängstigte Vladimir und seine Anhänger fliehen. Beim Abendessen sticht sich der Golem selbst und zeigt Hanna, dass sie durch Schmerzreize verbunden sind. Während Hanna und Benjamin Sex haben, schleicht sich Perla hinein und versucht, den Golem zu töten. Dieser wehrt ihren Angriff ab und tötet Perla. Benjamin entdeckt Perlas Leiche und bittet Hanna, den Golem zu zerstören; sie weigert sich und behauptet, es sei nur ein Junge.
Aus Angst, dass der Golem zu einer Gefahr für das Dorf geworden ist, versammelt Benjamin einen Minjan. Er lockt den Golem in die Synagoge und Horrovits versucht, ihn mit dem Todesfluch von Pulsa diNura zu töten. Der Plan scheint zu gelingen, bis Vladimir, der nach dem Tod seiner Tochter zurückgekehrt ist, beginnt, Feuer im Dorf zu legen. Dadurch werden Benjamin und sein Vater abgelenkt und der Golem tötet Horrovits. Kurz bevor Vladimir Hanna töten kann, reißt der Golem ihm das Herz heraus. In der Folge läuft der Golem Amok. Nun kommt auch Hanna zum Entschluss, dass der Golem beseitigt werden muss. Sie küsst den Golem zum Abschied, nimmt ihm die Schriftrolle mit dem Namen Gottes aus dem Mund, tötet ihn und beendet schließlich seinen Amoklauf.

## Hintergrund
Der Film wurde überwiegend in Kiew gedreht. Ab dem 27. August 2018 wurde er auf verschiedenen Filmfestivals gezeigt.
Neben ihrer Rolle der Perla war Brynie Furstenberg unter anderen im Film Masks On aus dem Jahr 2018 zu sehen.

## Rezeption
„Historien-Horrorfilm nach der Golem-Legende, aufwändig inszeniert und mit drastischen Gewaltszenen.“

„Zu gemächliche Wiedergeburt einer Legende.“

Cinema schreibt außerdem, es handelt sich um eine „atmosphärische, aber schwerfällige Neuverfilmung eines jüdischen Mythos.“
Film-Rezensionen merkt an, dass man der Produktion in der ein oder anderen Szene das geringe Budget anmerkt. Hervorgehoben wird die schauspielerische Leistung des Kinderdarstellers Kyrylo Tschernjakow.
Auf Rotten Tomatoes hat der Film bei 28 Rezensionen einen Anteil positiver Kritiken 86 %. In der Internet Movie Database hat der Film bei über 6.400 Stimmenabgaben eine Wertung von 5,6 von 10,0 möglichen Sternen.